# Мэрия Синьдяня (станция метро)
«Мэрия Синьдяня» (англ. Xindian City Office; кит. 新店市公所) — станция Тайбэйского метрополитена линии Синьдянь. Находится на территории района Синьдянь города Новый Тайбэй. Станция была открыта 11 ноября 1999 года. Располагается между станциями «Цичжан» и «Синьдянь».

## Техническая характеристика
Станция «Мэрия Синьдяня» — подземная с боковыми платформами. Переход на противоположную платформу находится в центре зала. На станции есть два выхода. Один выход оборудован эскалаторами и лифтом для пожилых людей и инвалидов. 11 ноября 2016 года на станции были установлены автоматические платформенные ворота.